# Дрэтлер, Джей
Джей Дратлер (англ. Jay Dratler; 14 сентября 1910 — 25 сентября 1968) — американский писатель
 и сценарист, переводчик.

## Биография
Образование получил в Университете Северной Каролины в Чапел-Хилле в конце 1920-х годов, затем, учился в Сорбонне во Франции и Венском университете.
После своего возвращения на родину в 1932 году работал редактором в нью-йоркском издательстве, переводил с немецкого на английский.
Затем переехал в Голливуд, где со временем стал успешным писателем, в 1940-е годы получил известность как сценарист классической эры фильмов нуар.
Автор шести романов и более двадцати кино- и телевизионных сценариев.
Был награждён премией Эдгара Аллана По за фильм «Звонить: Нортсайд 777».
В 1949 году фильм завоевал Премию Эдгар организации Детективные писатели Америки за лучший художественный фильм.
В 1949 году сценаристы фильма Джером Кэйди и Джей Дратлер были номинированы на две премии Гильдии писателей Америки — Премию Гильдии за лучший сценарий и Премию Роберта Мельтцера за сценарий, наиболее умело отражающий американскую жизнь.
В 1944 году был номинирован на премию «Оскар» за лучший оригинальный сценарий фильма-нуар «Лора».

## Избранные произведения
Романы
- Manhattan Side Street (1936)
- Ducks in Thunder (1940)
- The Pitfall (1947
- The Judas Kiss (1955)
- Doctor Paradise (1957)
- Without Mercy (1957)
- Dream of a Woman (1958)

Сценарии
- La Conga Nights (1940)
- Girls Under 21 (1940)
- Confessions of Boston Blackie (1941)
- Meet Boston Blackie (1941)
- The Wife Takes a Flyer (1942)
- Fly-by-Night (1942)
- Get Hep to Love (1942)
- Лора (1944)
- Higher and Higher (1944)
- It’s in the Bag! (1945)
- Тёмный угол (1946)
- Звонить: Нортсайд 777 (1948)
- That Wonderful Urge (1948)[12]
- Dancing in the Dark (1949)
- Удар (1949)
- История в Лас-Вегасе (1952)
- Мы не женаты! (1952)
- I Aim at the Stars (1960)
- Семейка Аддамс (телесериал) (1964-1966)

Пьесы
- A Grape for Seeing (1965)
- The Women of Troy (1966)